# Copa del Mundo de ciclismo en pista de 2011-2012
La Copa del Mundo de ciclismo en pista de 2011-2012 es la 20.ª edición de la Copa del Mundo de ciclismo en pista. Se celebra del 4 de noviembre de 2011 al 19 de febrero de 2012 con la disputa de cuatro pruebas.

## Pruebas
| Fecha                    | Lugar   |
| ------------------------ | ------- |
| 4-6 de noviembre de 2011 | Astaná  |
| 1-3 de diciembre de 2011 | Cali    |
| 20-22 de enero de 2012   | Pequín  |
| 17-19 de febrero de 2012 | Londres |

## Resultados

### Masculinos
| Evento                  | Ganador                                                              | Segundo                                                               | Tercero                                                                  |
| Astaná                  | Astaná                                                               | Astaná                                                                | Astaná                                                                   |
| ----------------------- | -------------------------------------------------------------------- | --------------------------------------------------------------------- | ------------------------------------------------------------------------ |
| Velocidad               | Chris Hoy                                                            | Denis Dmítriev                                                        | Shane Perkins                                                            |
| Keirin                  | Christos Volikakis                                                   | Chris Hoy                                                             | Sergei Borisov                                                           |
| Persecución             | Glenn O'Shea                                                         | Dominique Cornu                                                       | Nikias Arndt                                                             |
| Persecución por equipos | RusVelo Evgueni Kovalev Ivan Kovaliov Aleksei Màrkov Alexander Serov | Edward Bissaker Alexander Edmondson Mitchell Mulhern Glenn O'Shea     | Levi Heimans Jenning Huizenga Arno van der Zwet Wim Stroetinga           |
| Velocidad por equipos   | Team Erdgas.2012 Joachim Eilers Robert Förstemann Maximilian Levy    | Team Jayco-AIS Matthew Glaetzer Shane Perkins Scott Sunderland        | Mickaël Bourgain Michaël D'Almeida Kévin Sireau                          |
| Scratch                 | Gijs Van Hoecke                                                      | Ángel Darío Colla                                                     | Nikias Arndt                                                             |
| Puntuación              | Andreas Graf                                                         | Wojciech Pszczolarski                                                 | Jonathan Mould                                                           |
| Madison                 | Alexander Edmondson Glenn O'Shea                                     | Silvan Dillier Loïc Perizzolo                                         | Lokosphinx Artur Jerchov Kiril Sveichnikov                               |
| Omnium                  | Roger Kluge                                                          | Cho Ho-sung                                                           | Elia Viviani                                                             |
| Cali                    |                                                                      |                                                                       |                                                                          |
| Velocidad               | Stefan Bötticher                                                     | Maximilian Levy                                                       | Robert Förstemann                                                        |
| Km. contrarreloj        | François Pervis                                                      | Simon van Velthooven                                                  | Filip Ditzel                                                             |
| Persecución per equipos | Sam Bewley Aaron Gate Marc Ryan Jesse Sergent                        | Luke Durbridge Rohan Dennis Michael Hepburn Mitchell Mulhern          | Niki Byrgesen Casper Folsach Rasmus Christian Quaade Christian Ranneries |
| Velocidad por equipos   | Rene Enders Maximilian Levy Stefan Nimke                             | Team Erdgas.2012 Joachim Eilers Robert Förstemann Stefan Bötticher    | César Marcano Hersony Canelón Ángel Pulgar                               |
| Keirin                  | Maximilian Levy                                                      | François Pervis                                                       | Hersony Canelón                                                          |
| Puntuación              | Unai Elorriaga                                                       | Ingmar De Poortere                                                    | Edwin Ávila                                                              |
| Madison                 | Juan Esteban Arango Weimar Roldán                                    | Morgan Kneisky Vivien Brisse                                          | Cyrille Thièry Loïc Perizzolo                                            |
| Omnium                  | Juan Esteban Arango                                                  | Zach Bell                                                             | Bryan Coquard                                                            |
| Pequín                  |                                                                      |                                                                       |                                                                          |
| Velocidad               | Charlie Conord                                                       | Zhang Lei                                                             | Denis Dmitriev\|                                                         |
| Persecución por equipos | RusVelo Evgueni Kovalev Ivan Kovaliov Aleksei Màrkov Alexander Serov | Edward Bissaker Alexander Edmondson Michael Freiberg Mitchell Mulhern | Wes Gough Cameron Joseph Karwowski Peter Latham Myron Simpson            |
| Velocidad por equipos   | Moscow Track Team Sergei Kucherov Denís Dmítriev Sergei Borisov      | Cheng Changsong Zhang Lei Zhang Miao                                  | Matthew Archibald Edward Dawkins Simon Van Velthooven                    |
| Keirin                  | François Pervis                                                      | Sergei Borisov                                                        | Andrew Taylor                                                            |
| Persecución             | Peter Latham                                                         | Mitchell Mulhern                                                      | Kévin Labèque                                                            |
| Scratch                 | Kiril Sveichnikov                                                    | Albert Torres                                                         | Aliaksandr Lisouski                                                      |
| Madison                 | Martin Bláha Vojtěch Hačecký                                         | Kenny De Ketele Tim Mertens                                           | David Muntaner Albert Torres                                             |
| Omnium                  | Glenn O'Shea                                                         | Bryan Coquard                                                         | Nikias Arndt                                                             |
| Londres                 |                                                                      |                                                                       |                                                                          |
| Velocidad               | Chris Hoy                                                            | Maximilian Levy                                                       | Robert Förstemann                                                        |
| Keirin                  | Chris Hoy                                                            | René Enders                                                           | Mickaël Bourgain                                                         |
| Km. contrarreloj        | Stefan Nimke                                                         | Michaël D'Almeida                                                     | Simon van Velthooven                                                     |
| Persecución por equipos | Jack Bobridge Rohan Dennis Michael Hepburn Alexander Edmondson       | Steven Burke Edward Clancy Peter Kennaugh Geraint Thomas              | Sam Bewley Aaron Gate Marc Ryan Westley Gough                            |
| Velocidad por equipos   | Rene Enders Maximilian Levy Robert Förstemann                        | Grégory Baugé Michaël D'Almeida Kévin Sireau                          | Ross Edgar Jason Kenny Chris Hoy                                         |
| Puntuación              | Albert Torres                                                        | Kiril Sveichnikov                                                     | Artur Jerchov                                                            |
| Omnium                  | Juan Esteban Arango                                                  | Cho Ho-sung                                                           | Zach Bell                                                                |

### Femeninos
| Evento                  | Ganadora                                             | Segunda                                       | Tercera                                          |
| Astaná                  | Astaná                                               | Astaná                                        | Astaná                                           |
| ----------------------- | ---------------------------------------------------- | --------------------------------------------- | ------------------------------------------------ |
| Velocidad               | Lyubov Shulika                                       | Anna Meares                                   | Olga Panarina                                    |
| Velocidad por equipos   | Anna Meares Kaarle McCulloch                         | Olena Tsos Lyubov Shulika                     | Miriam Welte Kristina Vogel                      |
| Persecución por equipos | Kirsten Wild Amy Pieters Eleonora van Dijk           | Jiang Fan Jiang Wenwen Liang Jing             | Lisa Brennauer Charlotte Becker Madeleine Sandig |
| 500 m. contrarreloj     | Olga Panarina                                        | Sandie Clair                                  | Miriam Welte                                     |
| Keirin                  | Clara Sanchez                                        | Kristina Vogel                                | Ekaterina Gnidenko                               |
| Puntuación              | Na Ah-Reum                                           | Stephanie Pohl                                | Elena Cecchini                                   |
| Omnium                  | Evgenia Romaniuta                                    | Danielle King                                 | Huang Li                                         |
| Cali                    |                                                      |                                               |                                                  |
| Velocidad               | Kristina Vogel                                       | Virginie Cueff                                | Viktoria Baranova                                |
| Persecución             | Alison Shanks                                        | Wendy Houvenaghel                             | Léssia Kalitovska                                |
| Keirin                  | Simona Krupeckaitė                                   | Kristina Vogel                                | Virginie Cueff                                   |
| Persecución por equipos | Laura Trott Wendy Houvenaghel Sarah Storey           | Lauren Ellis Jaime Nielsen Alison Shanks      | Sarah Hammer Jennie Reed Lauren Tamayo           |
| Velocidad por equipos   | Kristina Vogel Miriam Welte                          | Olena Tsos Lyubov Shulika                     | Anastasia Voinova Viktoria Baranova              |
| Scratch                 | Kelly Druyts                                         | Katarzyna Pawłowska                           | Ah Reum Na                                       |
| Omnium                  | Sarah Hammer                                         | Tara Whitten                                  | Laura Trott                                      |
| Pequín                  |                                                      |                                               |                                                  |
| Velocidad               | Guo Shuang                                           | Simona Krupeckaitė                            | Junhong Lin                                      |
| 500 m. contrarreloj     | Lisandra Guerra                                      | Anastasia Voinova                             | Jingjing Shi                                     |
| Keirin                  | Guo Shuang                                           | Simona Krupeckaitė                            | Daniela Larreal                                  |
| Persecución por equipos | Svitlana Galyuk Eilezaveta Bochkareva Lyubov Shulika | Tatsiana Sharakova Aksana Papko Alena Dylko   | Jiang Fan Jiang Wenwen Liang Jing                |
| Velocidad por equipos   | Guo Shuang Gong Jinjie                               | Simona Krupeckaitė Gintarė Gaivenytė          | Max Success Pro Cycling Xu Yulei Jingjing Shi    |
| Puntuación              | Aksana Papko                                         | Katarzyna Pawłowska                           | Victoria Kondel                                  |
| Omnium                  | Evgenia Romaniuta                                    | Huang Li                                      | Małgorzata Wojtyra                               |
| Londres                 |                                                      |                                               |                                                  |
| Velocidad               | Guo Shuang                                           | Anna Meares                                   | Lee Wai Sze                                      |
| Keirin                  | Simona Krupeckaitė                                   | Lee Wai Sze                                   | Guo Shuang                                       |
| Persecución             | Joanna Rowsell                                       | Alison Shanks                                 | Amy Cure                                         |
| Persecución por equipos | Laura Trott Danielle King Joanna Rowsell             | Tara Whitten Gillian Carleton Jasmin Glaesser | Annette Edmondson Amy Cure Josephine Tomic       |
| Velocidad por equipos   | Jessica Varnish Victoria Pendleton                   | Anna Meares Kaarle McCulloch                  | Gong Jinjie Guo Shuang                           |
| Scratch                 | Melissa Hoskins                                      | Jarmila Machačová                             | Léssia Kalitovska                                |
| Omnium                  | Sarah Hammer                                         | Annette Edmondson                             | Laura Trott                                      |

## Clasificaciones

### Países
| Rang | País/Equip    | Astanà | Cali | Pequín | Londres | Total |
| ---- | ------------- | ------ | ---- | ------ | ------- | ----- |
| 1.   | Alemania      | 107    | 93   | 18     | 73      | 291   |
| 2.   | Francia       | 64     | 71   | 55     | 57      | 247   |
| 3.   | Australia     | 78     | 30   | 47     | 86      | 241   |
| 4.   | Reino Unido   | 44     | 30   | 13     | 116     | 203   |
| 5.   | China         | 22     | 19   | 73     | 44      | 158   |
| 6.   | Países Bajos  | 63     | 33   | 22     | 39      | 157   |
| 7.   | Nueva Zelanda | -      | 48   | 51     | 46      | 154   |
| 8.   | Lituania      | 14     | 41   | 46     | 30      | 131   |
| 9.   | Ucrania       | 42     | 34   | 32     | 19      | 127   |
| 10.  | Bélgica       | 40     | 35   | 34     | 16      | 125   |

### Masculins
| Pos. | Ciclista           | Ast | Cal | Peq | Lon | Pts |
| 1.   | Chris Hoy          | 10  |     |     | 12  | 22  |
| 2.   | François Pervis    |     | 10  | 12  |     | 22  |
| 3.   | Maximilian Levy    | 6   | 12  |     |     | 18  |
| 4.   | Sergei Borisov     | 8   |     | 10  |     | 18  |
| 5.   | Christos Volikakis | 12  |     |     | 2   | 14  |

| Pos. | Ciclista             | Ast | Cal | Peq | Lon | Pts |
| 1.   | Simon van Velthooven |     | 10  |     | 8   | 18  |
| 2.   | Stefan Nimke         |     |     |     | 12  | 12  |
| 3.   | François Pervis      |     | 12  |     |     | 12  |
| 4.   | Joachim Eilers       |     | 7   |     | 5   | 12  |
| 5.   | Michaël D'Almeida    |     |     |     | 10  | 10  |

| Pos. | Ciclista          | Ast | Cal | Peq | Lon | Pts |
| 1.   | Chris Hoy         | 12  |     |     | 12  | 24  |
| 2.   | Maximilian Levy   |     | 10  |     | 10  | 20  |
| 3.   | Denis Dmitriev    | 10  |     | 8   |     | 18  |
| 4.   | Robert Förstemann | 7   | 8   |     |     | 15  |
| 5.   | Njisane Phillip   | 3   | 5   | 4   | 2   | 14  |

| Pos. | Ciclista         | Ast | Cal | Peq | Lon | Pts |
| 1.   | Peter Latham     |     |     | 12  |     | 12  |
| 2.   | Glenn O'Shea     | 12  |     |     |     | 12  |
| 3.   | Mitchell Mulhern |     |     | 10  |     | 10  |
| 4.   | Dominique Cornu  | 10  |     |     |     | 10  |
| 5.   | Kévin Labèque    |     |     | 8   |     | 8   |

| Pos. | Equip             | Ast | Cal | Peq | Lon | Pts |
| 1.   | Alemania          | 7   | 12  |     | 12  | 31  |
| 2.   | Moscow Track Team | 6   | 3   | 12  | 4   | 25  |
| 3.   | Francia           | 8   | 7   |     | 10  | 25  |
| 4.   | Team Erdgas.2012  | 12  | 10  |     |     | 22  |
| 5.   | Países Bajos      | 5   | 6   | 4   | 2   | 17  |

| Pos. | Equip         | Ast | Cal | Peq | Lon | Pts |
| 1.   | Australia     | 10  | 10  | 10  | 12  | 42  |
| 2.   | Nueva Zelanda |     | 12  | 8   | 8   | 28  |
| 3.   | RusVelo       | 12  |     | 12  |     | 24  |
| 4.   | Reino Unido   |     |     | 7   | 10  | 17  |
| 5.   | Bélgica       | 6   | 3   | 1   | 7   | 17  |

| Pos. | Ciclista          | Ast | Cal | Peq | Lon | Pts |
| 1.   | Kiril Svéixnikov  |     |     | 12  |     | 12  |
| 2.   | Gijs Van Hoecke   | 12  |     |     |     | 12  |
| 3.   | Vivien Brisse     | 7   |     | 4   |     | 11  |
| 4.   | Albert Torres     |     |     | 10  |     | 10  |
| 5.   | Ángel Darío Colla | 10  |     |     |     | 10  |

| Pos. | Ciclista        | Ast | Cal | Peq | Lon | Pts |
| 1.   | Suiza           | 10  | 8   | 6   |     | 24  |
| 2.   | Francia         |     | 10  | 7   |     | 17  |
| 3.   | República Checa | 3   |     | 12  |     | 15  |
| 4.   | Alemania        | 4   | 6   | 5   |     | 15  |
| 5.   | Bélgica         | 1   | 3   | 10  |     | 14  |

| Pos. | Ciclista           | Ast | Cal | Peq | Lon | Pts |
| 1.   | Unai Elorriaga     |     | 12  |     | 7   | 19  |
| 2.   | Edwin Ávila        |     | 8   |     | 5   | 13  |
| 3.   | Albert Torres      |     |     |     | 12  | 12  |
| 4.   | Ingmar De Poortere |     | 10  |     | 2   | 12  |
| 5.   | Kiril Svéixnikov   |     |     |     | 10  | 10  |

| Pos. | Ciclista            | Ast | Cal | Peq | Lon | Pts |
| 1.   | Bryan Coquard       | 4   | 8   | 10  | 6   | 28  |
| 2.   | Juan Esteban Arango |     | 12  |     | 12  | 24  |
| 3.   | Cho Ho-sung         | 10  | 3   |     | 10  | 23  |
| 4.   | Zach Bell           |     | 10  |     | 8   | 18  |
| 5.   | Roger Kluge         | 12  |     |     | 3   | 15  |

### Femeninos
| Pos. | Ciclista            | Ast | Cal | Peq | Lon | Pts |
| 1.   | Simona Krupeckaitė  | 4   | 12  | 10  | 12  | 38  |
| 2.   | Iekaterina Gnidenko | 8   | 6   | 7   |     | 21  |
| 3.   | Lyubov Shulika      | 7   | 7   |     | 7   | 21  |
| 4.   | Guo Shuang          |     |     | 12  | 8   | 20  |
| 5.   | Kristina Vogel      | 10  | 10  |     |     | 20  |

| Pos. | Ciclista          | Ast | Cal | Peq | Lon | Pts |
| 1.   | Anastàsia Vóinova | 5   |     | 10  |     | 15  |
| 2.   | Lisandra Guerra   |     |     | 12  |     | 12  |
| 3.   | Olga Panarina     | 12  |     |     |     | 12  |
| 4.   | Sandie Clair      | 10  |     |     |     | 10  |
| 5.   | Jingjing Shi      |     |     | 8   |     | 8   |

| Pos. | Ciclista           | Ast | Cal | Peq | Lon | Pts |
| 1.   | Guo Shuang         |     |     | 12  | 12  | 24  |
| 2.   | Kristina Vogel     | 6   | 12  | 4   |     | 22  |
| 3.   | Anna Meares        | 10  |     |     | 10  | 20  |
| 4.   | Lee Wai Sze        | 1   | 4   | 7   | 8   | 20  |
| 5.   | Simona Krupeckaitė | 7   | 2   | 10  |     | 19  |

| Pos. | Ciclista          | Ast | Cal | Peq | Lon | Pts |
| 1.   | Alison Shanks     |     | 12  |     | 10  | 22  |
| 2.   | Joanna Rowsell    |     |     |     | 12  | 12  |
| 3.   | Wendy Houvenaghel |     | 10  |     |     | 10  |
| 4.   | Amy Cure          |     |     |     | 8   | 8   |
| 5.   | Lesya Kalitovska  |     | 8   |     |     | 8   |

| Pos. | Equip     | Ast | Cal | Peq | Lon | Pts |
| 1.   | China     | 3   | 6   | 12  | 8   | 29  |
| 2.   | Alemania  | 8   | 12  |     | 6   | 26  |
| 3.   | Ucrania   | 10  | 10  | 5   |     | 25  |
| 4.   | Australia | 12  |     |     | 10  | 22  |
| 5.   | Rusia     | 5   | 8   | 4   | 5   | 22  |

| Pos. | Equip         | Ast | Cal | Peq | Lon | Pts |
| 1.   | Reino Unido   |     | 12  |     | 12  | 24  |
| 2.   | Nueva Zelanda |     | 10  | 7   | 5   | 22  |
| 3.   | Ucrania       | 2   | 5   | 12  | 2   | 21  |
| 4.   | Países Bajos  | 12  | 1   |     | 7   | 20  |
| 5.   | Australia     | 6   | 6   |     | 8   | 20  |

| Pos. | Ciclista            | Ast | Cal | Peq | Lon | Pts |
| 1.   | Kelly Druyts        |     | 12  |     | 5   | 17  |
| 2.   | Melissa Hoskins     |     |     |     | 12  | 12  |
| 3.   | Jarmila Machačová   |     |     |     | 10  | 10  |
| 4.   | Katarzyna Pawłowska |     | 10  |     |     | 10  |
| 5.   | Yumari González     |     | 5   |     | 4   | 9   |

| Pos. | Ciclista            | Ast | Cal | Peq | Lon | Pts |
| 1.   | Elena Cecchini      | 8   |     | 6   |     | 14  |
| 2.   | Aksana Papko        |     |     | 12  |     | 12  |
| 3.   | Ah Reum Na          | 12  |     |     |     | 12  |
| 4.   | Katarzyna Pawłowska |     |     | 10  |     | 10  |
| 5.   | Stephanie Pohl      | 10  |     |     |     | 10  |

#### Omnium
| Pos. | Ciclista            | Ast | Cal | Peq | Lon | Pts |
| 1.   | Huang Li            | 8   | 6   | 10  | 4   | 28  |
| 2.   | Sarah Hammer        |     | 12  |     | 12  | 24  |
| 3.   | Ievguénia Romaniuta | 12  |     | 12  |     | 24  |
| 4.   | Tara Whitten        |     | 10  |     | 7   | 17  |
| 5.   | Laura Trott         |     | 8   |     | 8   | 16  |